# Domino Dancing
Domino Dancing är en låt av den brittiska duon Pet Shop Boys från deras tredje album Introspective. 
Låten, som producerades tillsammans med Lewis A. Martinée, är influerad av latinopop. Den nådde 7:e plats på den brittiska singellistan och blev även en topp 20-hit i USA.

## Låtförteckning
7": Parlophone / R 6190 (UK)
1. Domino dancing (Single version) – 4:17
2. Don Juan – 3:53

12": Parlophone / 12 R 6190 (UK)
1. Domino Dancing (Disco mix) – 7:41
2. Don Juan (Disco mix) – 7:32
3. Domino Dancing (Alternative mix) – 4:42

även utgiven som kassett (TCR 6190) och CD (CDR 6190)
12": Parlophone / 12 RX 6190 (UK)
1. Domino Dancing (Base mix) – 5:53
2. Don Juan (Demo) – 4:19
3. Domino Dancing (Demo) – 4:45

12": Capitol / V-56116 (US)
1. Domino Dancing (Disco mix) – 7:41
2. Domino dancing (Single version) – 4:17
3. Domino Dancing (Alternative mix) – 4:48 (Longer outro)
4. Don Juan (Disco mix) – 7:32

## Coverversion
Den svenska duon West End Girls har gjort en coverversion av låten. Den låg tolv veckor på den svenska singellistan med som bäst en 3:e placering 2006.